# 1352
Portal Geschichte | Portal Biografien | Aktuelle Ereignisse | Jahreskalender | Tagesartikel

◄ |
13. Jahrhundert |
14. Jahrhundert
| 15. Jahrhundert | ►

◄ |
1320er |
1330er |
1340er |
1350er
| 1360er | 1370er | 1380er | ►

◄◄ |
◄ |
1348 |
1349 |
1350 |
1351 |
1352
| 1353 | 1354 | 1355 | 1356 | ► | ►►
Staatsoberhäupter  · Nekrolog
| Januar | Januar | Januar | Januar | Januar | Januar | Januar | Januar |
| Kw     | Mo     | Di     | Mi     | Do     | Fr     | Sa     | So     |
| ------ | ------ | ------ | ------ | ------ | ------ | ------ | ------ |
| 52     |        |        |        |        |        |        | 1      |
| 1      | 2      | 3      | 4      | 5      | 6      | 7      | 8      |
| 2      | 9      | 10     | 11     | 12     | 13     | 14     | 15     |
| 3      | 16     | 17     | 18     | 19     | 20     | 21     | 22     |
| 4      | 23     | 24     | 25     | 26     | 27     | 28     | 29     |
| 5      | 30     | 31     |        |        |        |        |        |

| Februar | Februar | Februar | Februar | Februar | Februar | Februar | Februar |
| Kw      | Mo      | Di      | Mi      | Do      | Fr      | Sa      | So      |
| ------- | ------- | ------- | ------- | ------- | ------- | ------- | ------- |
| 5       |         |         | 1       | 2       | 3       | 4       | 5       |
| 6       | 6       | 7       | 8       | 9       | 10      | 11      | 12      |
| 7       | 13      | 14      | 15      | 16      | 17      | 18      | 19      |
| 8       | 20      | 21      | 22      | 23      | 24      | 25      | 26      |
| 9       | 27      | 28      | 29      |         |         |         |         |

| März | März | März | März | März | März | März | März |
| Kw   | Mo   | Di   | Mi   | Do   | Fr   | Sa   | So   |
| ---- | ---- | ---- | ---- | ---- | ---- | ---- | ---- |
| 9    |      |      |      | 1    | 2    | 3    | 4    |
| 10   | 5    | 6    | 7    | 8    | 9    | 10   | 11   |
| 11   | 12   | 13   | 14   | 15   | 16   | 17   | 18   |
| 12   | 19   | 20   | 21   | 22   | 23   | 24   | 25   |
| 13   | 26   | 27   | 28   | 29   | 30   | 31   |      |

| April | April | April | April | April | April | April | April |
| Kw    | Mo    | Di    | Mi    | Do    | Fr    | Sa    | So    |
| ----- | ----- | ----- | ----- | ----- | ----- | ----- | ----- |
| 13    |       |       |       |       |       |       | 1     |
| 14    | 2     | 3     | 4     | 5     | 6     | 7     | 8     |
| 15    | 9     | 10    | 11    | 12    | 13    | 14    | 15    |
| 16    | 16    | 17    | 18    | 19    | 20    | 21    | 22    |
| 17    | 23    | 24    | 25    | 26    | 27    | 28    | 29    |
| 18    | 30    |       |       |       |       |       |       |

| Mai | Mai | Mai | Mai | Mai | Mai | Mai | Mai |
| Kw  | Mo  | Di  | Mi  | Do  | Fr  | Sa  | So  |
| --- | --- | --- | --- | --- | --- | --- | --- |
| 18  |     | 1   | 2   | 3   | 4   | 5   | 6   |
| 19  | 7   | 8   | 9   | 10  | 11  | 12  | 13  |
| 20  | 14  | 15  | 16  | 17  | 18  | 19  | 20  |
| 21  | 21  | 22  | 23  | 24  | 25  | 26  | 27  |
| 22  | 28  | 29  | 30  | 31  |     |     |     |

| Juni | Juni | Juni | Juni | Juni | Juni | Juni | Juni |
| Kw   | Mo   | Di   | Mi   | Do   | Fr   | Sa   | So   |
| ---- | ---- | ---- | ---- | ---- | ---- | ---- | ---- |
| 22   |      |      |      |      | 1    | 2    | 3    |
| 23   | 4    | 5    | 6    | 7    | 8    | 9    | 10   |
| 24   | 11   | 12   | 13   | 14   | 15   | 16   | 17   |
| 25   | 18   | 19   | 20   | 21   | 22   | 23   | 24   |
| 26   | 25   | 26   | 27   | 28   | 29   | 30   |      |

| Juli | Juli | Juli | Juli | Juli | Juli | Juli | Juli |
| Kw   | Mo   | Di   | Mi   | Do   | Fr   | Sa   | So   |
| ---- | ---- | ---- | ---- | ---- | ---- | ---- | ---- |
| 26   |      |      |      |      |      |      | 1    |
| 27   | 2    | 3    | 4    | 5    | 6    | 7    | 8    |
| 28   | 9    | 10   | 11   | 12   | 13   | 14   | 15   |
| 29   | 16   | 17   | 18   | 19   | 20   | 21   | 22   |
| 30   | 23   | 24   | 25   | 26   | 27   | 28   | 29   |
| 31   | 30   | 31   |      |      |      |      |      |

| August | August | August | August | August | August | August | August |
| Kw     | Mo     | Di     | Mi     | Do     | Fr     | Sa     | So     |
| ------ | ------ | ------ | ------ | ------ | ------ | ------ | ------ |
| 31     |        |        | 1      | 2      | 3      | 4      | 5      |
| 32     | 6      | 7      | 8      | 9      | 10     | 11     | 12     |
| 33     | 13     | 14     | 15     | 16     | 17     | 18     | 19     |
| 34     | 20     | 21     | 22     | 23     | 24     | 25     | 26     |
| 35     | 27     | 28     | 29     | 30     | 31     |        |        |

| September | September | September | September | September | September | September | September |
| Kw        | Mo        | Di        | Mi        | Do        | Fr        | Sa        | So        |
| --------- | --------- | --------- | --------- | --------- | --------- | --------- | --------- |
| 35        |           |           |           |           |           | 1         | 2         |
| 36        | 3         | 4         | 5         | 6         | 7         | 8         | 9         |
| 37        | 10        | 11        | 12        | 13        | 14        | 15        | 16        |
| 38        | 17        | 18        | 19        | 20        | 21        | 22        | 23        |
| 39        | 24        | 25        | 26        | 27        | 28        | 29        | 30        |

| Oktober | Oktober | Oktober | Oktober | Oktober | Oktober | Oktober | Oktober |
| Kw      | Mo      | Di      | Mi      | Do      | Fr      | Sa      | So      |
| ------- | ------- | ------- | ------- | ------- | ------- | ------- | ------- |
| 40      | 1       | 2       | 3       | 4       | 5       | 6       | 7       |
| 41      | 8       | 9       | 10      | 11      | 12      | 13      | 14      |
| 42      | 15      | 16      | 17      | 18      | 19      | 20      | 21      |
| 43      | 22      | 23      | 24      | 25      | 26      | 27      | 28      |
| 44      | 29      | 30      | 31      |         |         |         |         |

| November | November | November | November | November | November | November | November |
| Kw       | Mo       | Di       | Mi       | Do       | Fr       | Sa       | So       |
| -------- | -------- | -------- | -------- | -------- | -------- | -------- | -------- |
| 44       |          |          |          | 1        | 2        | 3        | 4        |
| 45       | 5        | 6        | 7        | 8        | 9        | 10       | 11       |
| 46       | 12       | 13       | 14       | 15       | 16       | 17       | 18       |
| 47       | 19       | 20       | 21       | 22       | 23       | 24       | 25       |
| 48       | 26       | 27       | 28       | 29       | 30       |          |          |

| Dezember | Dezember | Dezember | Dezember | Dezember | Dezember | Dezember | Dezember |
| Kw       | Mo       | Di       | Mi       | Do       | Fr       | Sa       | So       |
| -------- | -------- | -------- | -------- | -------- | -------- | -------- | -------- |
| 48       |          |          |          |          |          | 1        | 2        |
| 49       | 3        | 4        | 5        | 6        | 7        | 8        | 9        |
| 50       | 10       | 11       | 12       | 13       | 14       | 15       | 16       |
| 51       | 17       | 18       | 19       | 20       | 21       | 22       | 23       |
| 52       | 24       | 25       | 26       | 27       | 28       | 29       | 30       |
| 1        | 31       |          |          |          |          |          |          |

| Januar | Januar | Januar | Januar | Januar | Januar | Januar | Januar |
| Kw     | Mo     | Di     | Mi     | Do     | Fr     | Sa     | So     |
| ------ | ------ | ------ | ------ | ------ | ------ | ------ | ------ |
| 52     |        |        |        |        |        |        | 1      |
| 1      | 2      | 3      | 4      | 5      | 6      | 7      | 8      |
| 2      | 9      | 10     | 11     | 12     | 13     | 14     | 15     |
| 3      | 16     | 17     | 18     | 19     | 20     | 21     | 22     |
| 4      | 23     | 24     | 25     | 26     | 27     | 28     | 29     |
| 5      | 30     | 31     |        |        |        |        |        |

| Februar | Februar | Februar | Februar | Februar | Februar | Februar | Februar |
| Kw      | Mo      | Di      | Mi      | Do      | Fr      | Sa      | So      |
| ------- | ------- | ------- | ------- | ------- | ------- | ------- | ------- |
| 5       |         |         | 1       | 2       | 3       | 4       | 5       |
| 6       | 6       | 7       | 8       | 9       | 10      | 11      | 12      |
| 7       | 13      | 14      | 15      | 16      | 17      | 18      | 19      |
| 8       | 20      | 21      | 22      | 23      | 24      | 25      | 26      |
| 9       | 27      | 28      | 29      |         |         |         |         |

| März | März | März | März | März | März | März | März |
| Kw   | Mo   | Di   | Mi   | Do   | Fr   | Sa   | So   |
| ---- | ---- | ---- | ---- | ---- | ---- | ---- | ---- |
| 9    |      |      |      | 1    | 2    | 3    | 4    |
| 10   | 5    | 6    | 7    | 8    | 9    | 10   | 11   |
| 11   | 12   | 13   | 14   | 15   | 16   | 17   | 18   |
| 12   | 19   | 20   | 21   | 22   | 23   | 24   | 25   |
| 13   | 26   | 27   | 28   | 29   | 30   | 31   |      |

| April | April | April | April | April | April | April | April |
| Kw    | Mo    | Di    | Mi    | Do    | Fr    | Sa    | So    |
| ----- | ----- | ----- | ----- | ----- | ----- | ----- | ----- |
| 13    |       |       |       |       |       |       | 1     |
| 14    | 2     | 3     | 4     | 5     | 6     | 7     | 8     |
| 15    | 9     | 10    | 11    | 12    | 13    | 14    | 15    |
| 16    | 16    | 17    | 18    | 19    | 20    | 21    | 22    |
| 17    | 23    | 24    | 25    | 26    | 27    | 28    | 29    |
| 18    | 30    |       |       |       |       |       |       |

| Mai | Mai | Mai | Mai | Mai | Mai | Mai | Mai |
| Kw  | Mo  | Di  | Mi  | Do  | Fr  | Sa  | So  |
| --- | --- | --- | --- | --- | --- | --- | --- |
| 18  |     | 1   | 2   | 3   | 4   | 5   | 6   |
| 19  | 7   | 8   | 9   | 10  | 11  | 12  | 13  |
| 20  | 14  | 15  | 16  | 17  | 18  | 19  | 20  |
| 21  | 21  | 22  | 23  | 24  | 25  | 26  | 27  |
| 22  | 28  | 29  | 30  | 31  |     |     |     |

| Juni | Juni | Juni | Juni | Juni | Juni | Juni | Juni |
| Kw   | Mo   | Di   | Mi   | Do   | Fr   | Sa   | So   |
| ---- | ---- | ---- | ---- | ---- | ---- | ---- | ---- |
| 22   |      |      |      |      | 1    | 2    | 3    |
| 23   | 4    | 5    | 6    | 7    | 8    | 9    | 10   |
| 24   | 11   | 12   | 13   | 14   | 15   | 16   | 17   |
| 25   | 18   | 19   | 20   | 21   | 22   | 23   | 24   |
| 26   | 25   | 26   | 27   | 28   | 29   | 30   |      |

| Juli | Juli | Juli | Juli | Juli | Juli | Juli | Juli |
| Kw   | Mo   | Di   | Mi   | Do   | Fr   | Sa   | So   |
| ---- | ---- | ---- | ---- | ---- | ---- | ---- | ---- |
| 26   |      |      |      |      |      |      | 1    |
| 27   | 2    | 3    | 4    | 5    | 6    | 7    | 8    |
| 28   | 9    | 10   | 11   | 12   | 13   | 14   | 15   |
| 29   | 16   | 17   | 18   | 19   | 20   | 21   | 22   |
| 30   | 23   | 24   | 25   | 26   | 27   | 28   | 29   |
| 31   | 30   | 31   |      |      |      |      |      |

| August | August | August | August | August | August | August | August |
| Kw     | Mo     | Di     | Mi     | Do     | Fr     | Sa     | So     |
| ------ | ------ | ------ | ------ | ------ | ------ | ------ | ------ |
| 31     |        |        | 1      | 2      | 3      | 4      | 5      |
| 32     | 6      | 7      | 8      | 9      | 10     | 11     | 12     |
| 33     | 13     | 14     | 15     | 16     | 17     | 18     | 19     |
| 34     | 20     | 21     | 22     | 23     | 24     | 25     | 26     |
| 35     | 27     | 28     | 29     | 30     | 31     |        |        |

| September | September | September | September | September | September | September | September |
| Kw        | Mo        | Di        | Mi        | Do        | Fr        | Sa        | So        |
| --------- | --------- | --------- | --------- | --------- | --------- | --------- | --------- |
| 35        |           |           |           |           |           | 1         | 2         |
| 36        | 3         | 4         | 5         | 6         | 7         | 8         | 9         |
| 37        | 10        | 11        | 12        | 13        | 14        | 15        | 16        |
| 38        | 17        | 18        | 19        | 20        | 21        | 22        | 23        |
| 39        | 24        | 25        | 26        | 27        | 28        | 29        | 30        |

| Oktober | Oktober | Oktober | Oktober | Oktober | Oktober | Oktober | Oktober |
| Kw      | Mo      | Di      | Mi      | Do      | Fr      | Sa      | So      |
| ------- | ------- | ------- | ------- | ------- | ------- | ------- | ------- |
| 40      | 1       | 2       | 3       | 4       | 5       | 6       | 7       |
| 41      | 8       | 9       | 10      | 11      | 12      | 13      | 14      |
| 42      | 15      | 16      | 17      | 18      | 19      | 20      | 21      |
| 43      | 22      | 23      | 24      | 25      | 26      | 27      | 28      |
| 44      | 29      | 30      | 31      |         |         |         |         |

| November | November | November | November | November | November | November | November |
| Kw       | Mo       | Di       | Mi       | Do       | Fr       | Sa       | So       |
| -------- | -------- | -------- | -------- | -------- | -------- | -------- | -------- |
| 44       |          |          |          | 1        | 2        | 3        | 4        |
| 45       | 5        | 6        | 7        | 8        | 9        | 10       | 11       |
| 46       | 12       | 13       | 14       | 15       | 16       | 17       | 18       |
| 47       | 19       | 20       | 21       | 22       | 23       | 24       | 25       |
| 48       | 26       | 27       | 28       | 29       | 30       |          |          |

| Dezember | Dezember | Dezember | Dezember | Dezember | Dezember | Dezember | Dezember |
| Kw       | Mo       | Di       | Mi       | Do       | Fr       | Sa       | So       |
| -------- | -------- | -------- | -------- | -------- | -------- | -------- | -------- |
| 48       |          |          |          |          |          | 1        | 2        |
| 49       | 3        | 4        | 5        | 6        | 7        | 8        | 9        |
| 50       | 10       | 11       | 12       | 13       | 14       | 15       | 16       |
| 51       | 17       | 18       | 19       | 20       | 21       | 22       | 23       |
| 52       | 24       | 25       | 26       | 27       | 28       | 29       | 30       |
| 1        | 31       |          |          |          |          |          |          |

## Ereignisse

### Politik und Weltgeschehen

#### Westeuropa
- 14. August: Im Bretonischen Erbfolgekrieg kommt es zur Schlacht von Mauron. Das vom Königreich England unterstützte Haus Montfort setzt sich mit seiner Streitmacht gegenüber jener des Hauses Blois knapp durch. Der Bretonische Erbfolgekrieg ist gleichzeitig Teil des Hundertjährigen Krieges zwischen England und Frankreich.

#### Heiliges Römisches Reich
- 4. Juni: Glarus schließt einen einseitigen Bund mit einem Teil der schweizerischen Eidgenossenschaft. Die Eidgenossen sind nur innerhalb der engen Glarner Landesgrenzen und unter gewissen formalen Bedingungen hilfspflichtig, ja sie können sogar eine Hilfeleistungen verweigern und frei Bündnisse eingehen. Die Glarner werden dagegen verpflichtet, ohne Prüfung und ohne räumliche Beschränkung unverzüglich und auf eigene Kosten Hilfe zu leisten und Bündnisse sich genehmigen lassen.
- 18. Juni: Herzog Ludwig V. gestattet die Wiederansiedlung der 1349 aus Nürnberg vertriebenen jüdischen Bevölkerung in Oberbayern.
- 27. Juni: Entstehung und Wachstum der Alten Eidgenossenschaft: Nach der Eroberung der seit Anfang Juni belagerten habsburgischen Stadt Zug durch die Eidgenossenschaft schließt der Ort mit Zürich, Uri, Schwyz, Unterwalden und Luzern den erzwungenen Zugerbund. Die Stadt bleibt weiterhin habsburgisch und der Bund wird von allen Beteiligten stillschweigend als ungültig anerkannt.
- September: Der Brandenburger Frieden zwischen Herzog Albrecht II. von Österreich, der Stadt Zürich und der Eidgenossenschaft, vermittelt von Ludwig, Herzog von Bayern und Markgraf von Brandenburg, bestimmt, dass herrschaftliche Rechte Habsburgs u. a. in Zug und Glarus wiederhergestellt, die beschlagnahmten Güter restituiert, die Geldschulden gegenseitig anerkannt und die Gefangenen freigelassen werden. Die Habsburger Hoheitsrechte in Schwyz und Unterwalden bleiben ungeklärt. Der Friede wird von beiden Seiten wenig beachtet.

#### Byzantinisches Reich/Balkan
- Sommer: Ein weiterer Byzantinischer Bürgerkrieg beginnt: Der zwanzigjährige Kaiser Johannes V. Palaiologos eröffnet den Kampf gegen seinen Schwiegervater und Regenten Johannes VI. Kantakuzenos und dessen Sohn Matthaios Kantakuzenos. Er überschreitet die Grenze zu dem von Matthaios verwalteten Gebiet und belagert im Herbst Adrianopel. Johannes VI. kommt seinem Sohn mit Truppen des osmanischen Sultans Orhan I. zu Hilfe. Die Türken erobern einige Städte zurück, die sich zuvor dem Palaiologen ergeben haben, und plündern sie mit Kantakuzenos’ Billigung. Johannes V. muss sich nach Serbien zurückziehen.
- Oktober: In der Schlacht von Demotika in Thrakien besiegen osmanische Truppen im Auftrag des byzantinischen Kaisers Johannes VI. Kantakuzenos ein serbisches Reiterheer unter Zar Stefan Dušan, das auf der Seite des Mitkaisers Johannes V. kämpft. Johannes VI. behauptet durch den Sieg seiner osmanischen Verbündeten zunächst die Herrschaft über Byzanz. Johannes V. setzt sich mit seiner Familie ins Exil auf die venezianische Insel Tenedos ab, von wo aus er einen Gegenschlag vorbereitet.

#### Urkundliche Ersterwähnungen und Stadtrechte
- 21. März: Der König und spätere Kaiser Karl IV. verleiht der im Besitz von Graf Philipp VI. dem Älteren von Falkenstein befindlichen Stadt Hofheim die Stadtrechte.
- Monschau erhält Stadtrechte.
- Scheibbs wird Titularstadt.
- Erste urkundliche Erwähnung von Aftersteg, Aitern und Kandergrund

### Wirtschaft
- Herzog Ludwig V. von Oberbayern erlässt eine Wirtschaftsordnung zur Überwindung der Folgen des Schwarzen Todes.

### Wissenschaft und Technik

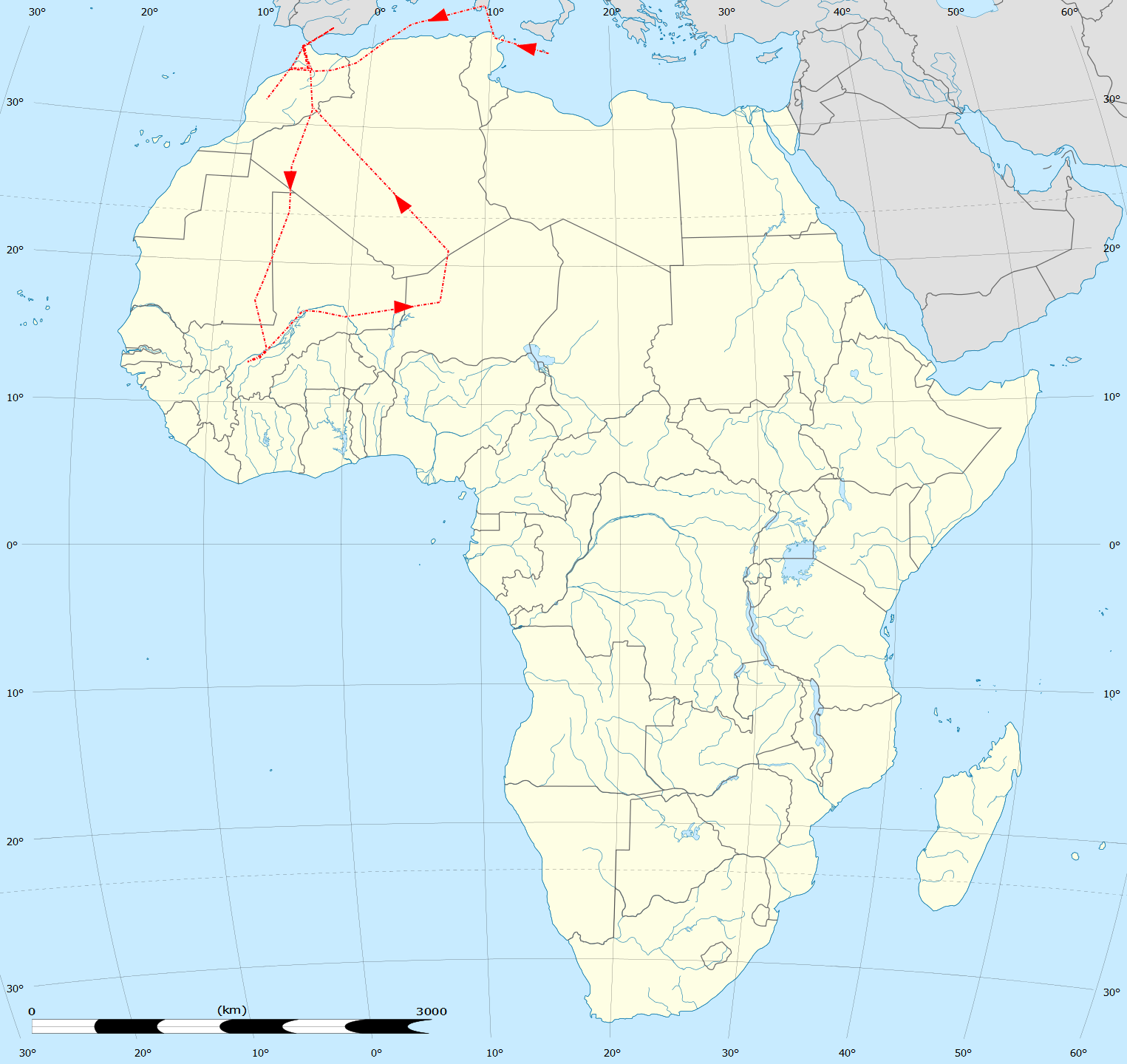
Battūtas Reiseroute 1349–1354

- Der berberische Forschungsreisende Ibn Battūta bereist das Malireich.

### Religion
- 13. Mai: Das Kloster Engelgarten in der Diözese Würzburg wird geweiht.
- 18. Dezember: Etienne Aubert wird zwölf Tage nach dem Ableben seines Vorgängers Clemens VI. vom Konklave zum Papst gewählt und nimmt den Namen Innozenz VI. an. Der gelernte Jurist residiert ebenso wie seine Vorgänger in Avignon und setzt deren Nepotismus – wenn auch etwas maßvoller – fort.
- Nach über 30-jähriger Bauzeit wird die Kirche Santissima Annunziata in Gaeta geweiht.
- Der Bau des Erzengelklosters bei Prizren (Kosovo) wird vollendet.
- Der Couvent des Célestins in Paris wird gegründet.
- Das Erlöser-Euthymios-Kloster in Susdal wird gegründet.

## Geboren

### Geburtsdatum gesichert
- 1. Februar: Edmund Mortimer, englischer Adeliger († 1381)

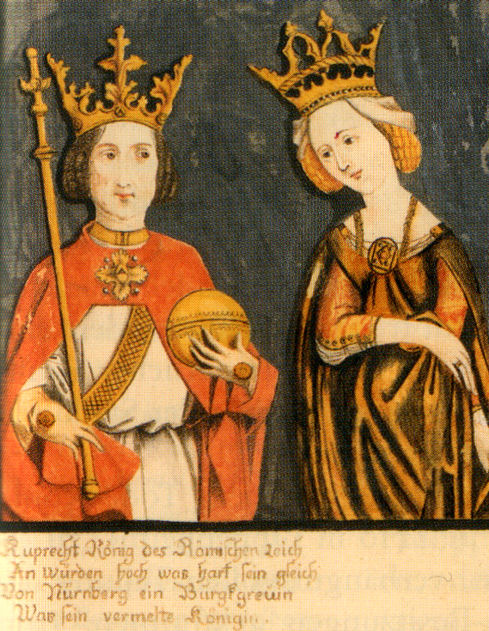
Ruprecht III. (l.)

- 5. Mai: Ruprecht, römisch-deutscher König und Kurfürst von der Pfalz († 1410)

### Genaues Geburtsdatum gesichert
- Antoni Canals, valencianischer Dominikaner, Redner, Schriftsteller und Übersetzer († 1419)
- Philip Darcy, englischer Adliger, Militär und Richter († 1399)
- Günther XXX., Verweser der Mark Brandenburg († 1416)
- Johann Sobieslaus von Luxemburg-Mähren, Bischof von Olmütz, Bischof von Leitomischl und Patriarch von Aquileja († 1394)
- Kichizan Minchō, japanischer Maler-Mönch († 1431)
- Raimond de Turenne, französischer Adeliger († 1413)

### Geboren um 1352
- Jutta von Ahaus, Äbtissin im Stift Vreden († 1408)

## Gestorben

### Todesdatum gesichert
- 03. Februar: Bertrand du Pouget, Kardinal der katholischen Kirche (* um 1280)
- 23. Februar: Chungjeong Wang, 30. König des koreanischen Goryeo-Reiches (* 1338)
- 26. Februar: Henry Percy, englischer Magnat und Militär (* 1301)

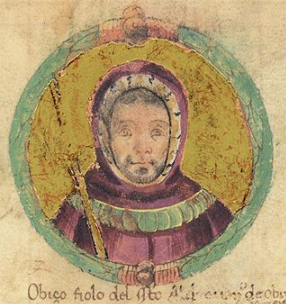
Obizzo III. d’Este

- 20. März: Obizzo III. d’Este, Herr von Ferrara und Modena (* 1294)
- 13. April: Apetzko Deyn von Frankenstein, Bischof von Lebus
- 21. April: Boleslaw III., Herzog von Liegnitz-Brieg (* 1291)
- 19. Mai: Elisabeth von Habsburg, Herzogin von Lothringen (* um 1285)
- 16. Juni: Guidoriccio da Fogliano, italienischer Condottiere (* um 1290)
- 19. Juli: William Zouche, Erzbischof von York (* um 1295)
- 14. August: Guy II. de Nesle, Herr von Mello und Marschall von Frankreich
- 19. August: Otto III., Herzog zu Braunschweig-Lüneburg (* um 1296)
- 00. September: Alberto II. della Scala, Herr von Verona (* 1306)
- 15. Oktober: Gilles Li Muisis, französischer Mönch, Chronist und Dichter (* 1272)
- 11. November: Agnes von Wittelsbach, bayerische Prinzessin und Klarissin in München (* 1335)
- 23. November: John Kirkby, englischer Geistlicher

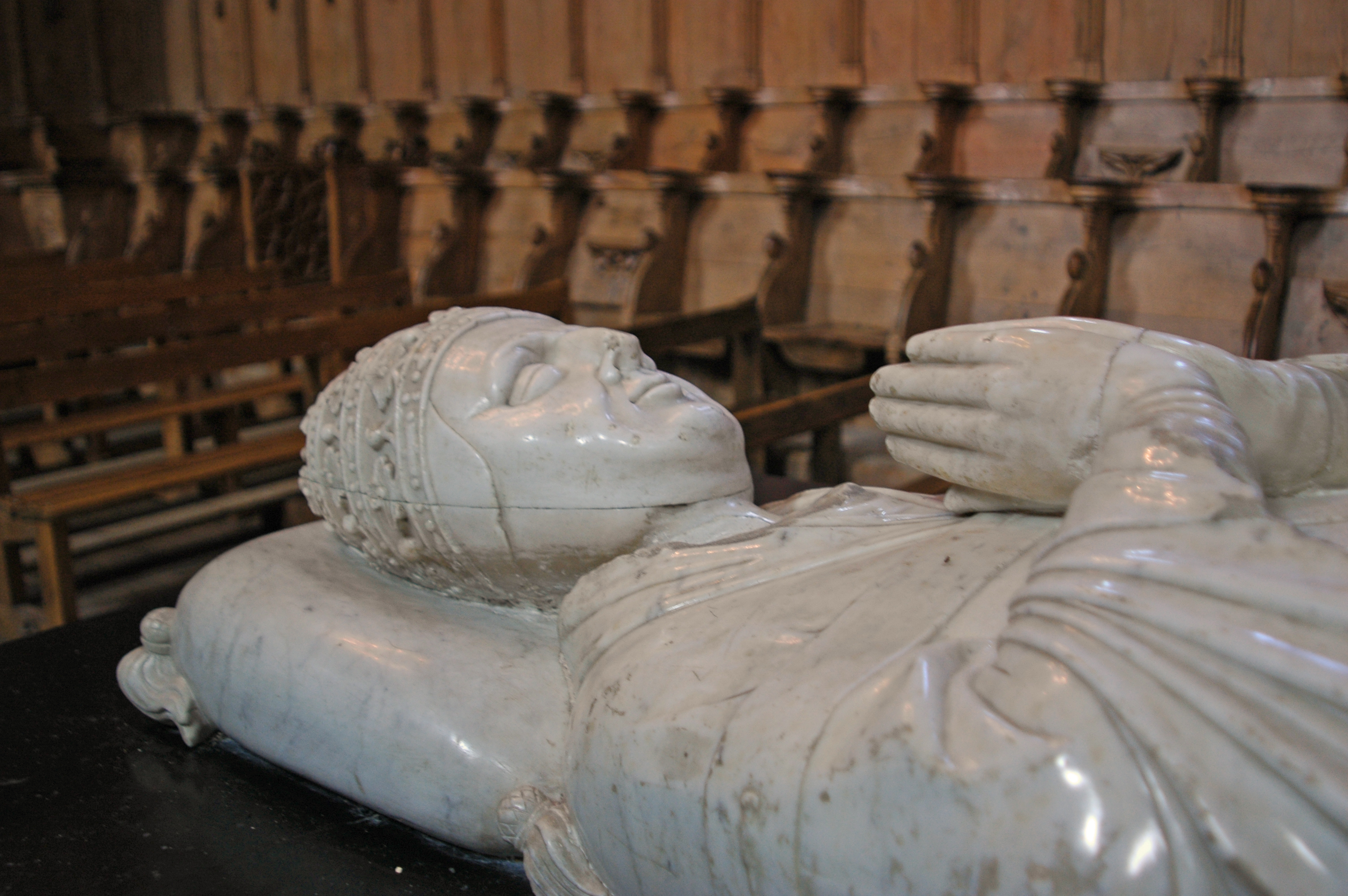
Hochgrab von Papst Clemens VI. in der Abtei La Chaise-Dieu

- 06. Dezember: Clemens VI., Papst (* 1290)
- 21. Dezember: Friedrich I. von Hohenlohe, Fürstbischof von Bamberg

### Genaues Todesdatum unbekannt
- vor 3. Dezember: William de Ros, englischer Adeliger, Militär und Politiker (* 1329)
- März: Ashikaga Tadayoshi, japanischer General (* 1306)
- Basarab I., Begründer des Fürstentums Walachei
- Johann III., Herr zu Werle-Goldberg
- Matthias von Arras, französischer Architekt und Baumeister (* 1290)
- Robert III. von Virneburg, Graf von Virneburg und Marschall von Westfalen
- Rudolf II., Markgraf von Hachberg-Sausenberg (* 1301)
- Wladislaus, Herzog von Beuthen und Cosel (* um 1277/1283)
- Wladislaus, Herzog von Liegnitz (* 1296)
- William Zouche, englischer Adeliger (* um 1277)

### Gestorben um 1352
- John Crab, niederländischer Kaufmann und Pirat (* um 1280)